# Federazione Anarchica Italiana
La Federazione Anarchica Italiana (FAI), o Federación Anarquista Italiana, es la organización de los principales grupos y los movimientos que en Italia promueven la anarquía.

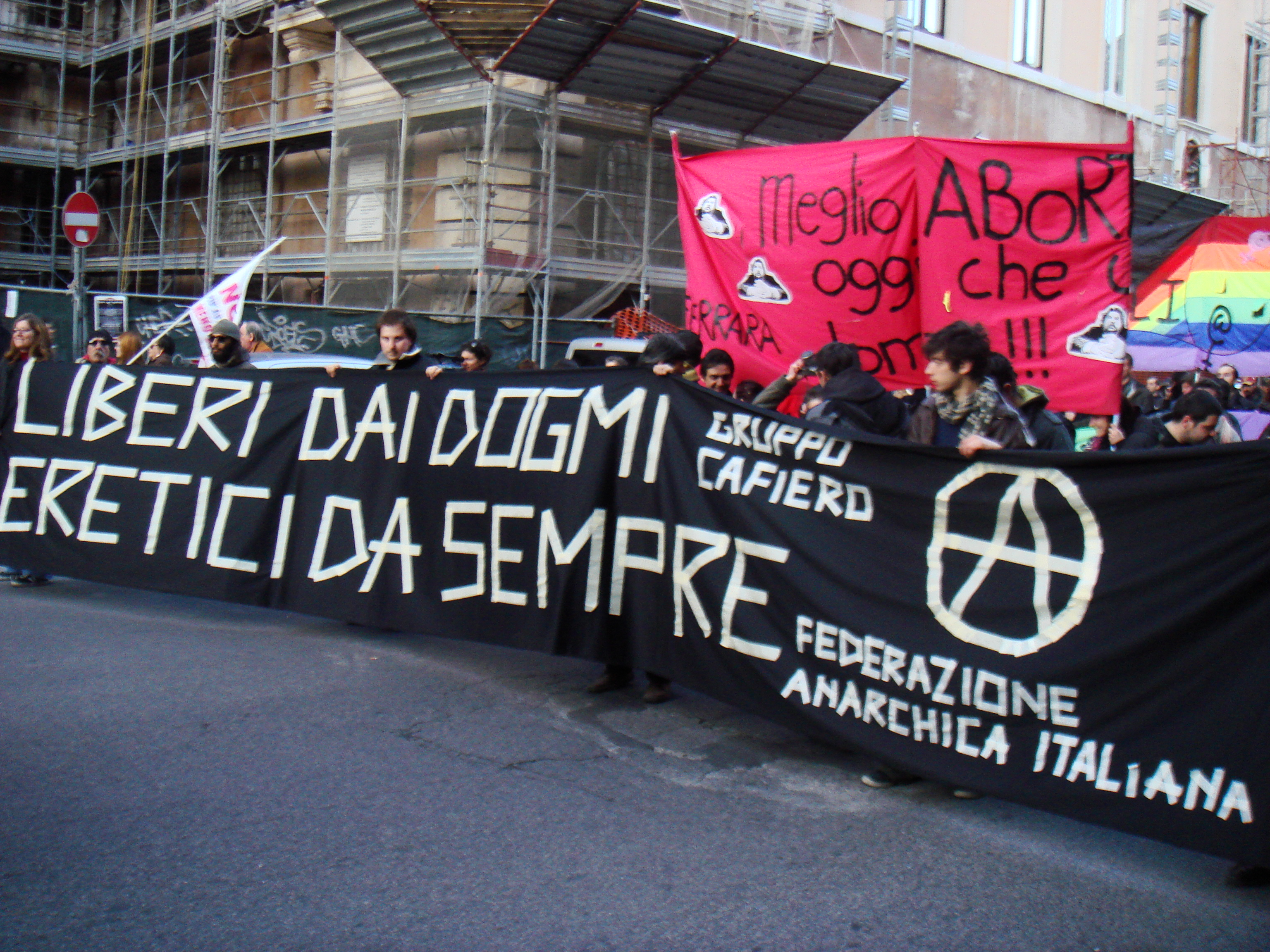
Manifestación en Roma. 2008

Fue fundada en Carrara en 1945, partiendo de la anterior federación anarquista, constituida desde la base de la Declaración de Principios de la conferencia de Bolonia del 1920, que pasó a funcionar clandestinamente durante el período fascista y la Segunda Guerra Mundial. 
La Federación publica el periódico Umanità Nova. A nivel internacional, a partir de 1968 la Federación Anarquista Italiana es miembro de la Internacional de Federaciones Anarquistas (IAF-IFA), que reúne a las más representativas federaciones anarquistas europeas. 

## Enlace
- Sitio oficial de la FAI

- Datos: Q133813
- Multimedia: Federazione Anarchica Italiana / Q133813